# Suria
Suria (em védico: सूर्य; romaniz.: Sūrya) ou Aditia (em védico: आदित्य; romaniz.: Āditya), na mitologia hindu, é o deus do Sol. É tido como criador do universo, fonte de toda vida, a alma que traz luz e calor ao mundo. Viaja pelo céu numa carruagem de ouro puxada por sete cavalos e conduzida pela Aruna vermelha, a personificação do alvorecer. Seu templo mais conhecido fica em Conaraque, em Orissa, no noroeste da Índia, mas é adorado por todo o subcontinente Indiano. É uma divindade menor do budismo.